# Naughty but Nice
Naughty but Nice é um filme de comédia musical estadunidense de 1939 dirigido por Ray Enright e estrelado por Dick Powell e Ann Sheridan.

## Elenco
- Ann Sheridan como Zelda Manion
- Dick Powell como Professor Donald Hardwick
- Gale Page como Linda McKay
- Helen Broderick como Aunt Martha Hogan
- Ronald Reagan como Eddie Clark
- Allen Jenkins como Joe Dirk
- ZaSu Pitts como tia Penelope Hardwick
- Maxie Rosenbloom como Killer
- Jerry Colonna como Allie Gray
- Luis Alberni como Stanislaus Pysinski
- Vera Lewis como tia Annabella Hardwick
- Elizabeth Dunne como tia Henrietta Hardwick
- William B. Davidson como Samuel "Simsy" Hudson
- Granville Bates como juiz Kennith B. Walters
- Halliwell Hobbes como Dean Burton

## Recepção
Tony Sloman, da Radio Times, escreveu que "nem [Ann Sheridan] consegue salvar esse filme bobo".